# دیکتاتور عزیز
دیکتاتور عزیز (به انگلیسی: Dear Dictator) فیلمی محصول سال ۲۰۱۸ و به کارگردانی لیزا آداریو و جو سیراکوس است. در این فیلم بازیگرانی همچون مایکل کین، کیتی هلمز، اودیا راش، ست گرین و جیسن بیگز ایفای نقش کرده‌اند.